# Фабии
Фа́бии (лат. Fabii) — римский патрицианский род, родоначальником которого, согласно преданию, считается Геракл.
Члены этого рода по свидетельству Плутарха ранее назывались Фодиями (от fodere, рыть ямы), так как занимались ловлей зверей в ямах. Это был один из самых многочисленных и влиятельных римских родов. Когда вейентинцы частыми набегами стали тревожить римские границы, а римляне были отвлечены борьбой с эквами и вольсками, Фабии заявили в сенате, что берут на себя ведение войны с этрусским городом Вейи. Земля этого рода прилегала к этрусско-римской границе, и Фабии, более всех страдавшие от набегов вейетинцев, решили вести войну, на которую они мобилизовали около пяти тысяч своих клиентов. На берегах ручья Кремеры они устроили укреплённое убежище, откуда беспокоили этрусков; наконец последние завлекли их в засаду, и Фабии все до последнего, в числе трёхсот шести, были истреблены (477 г. до н. э.). Продолжателем рода явился, по преданию, единственный оставленный дома мальчик (Тит Ливий, кн. II, 48—50). Город Вейи и его обширная территория были захвачены Римом в 396 до н. э.

## Известные представители рода

### Фабии Максимы
- Квинт Фабий Максим Гургит (ок. 320 — 265 до н. э.), древнеримский полководец, трижды был консулом;
- Квинт Фабий Максим (ум. 31 декабря 45 до н. э.), консул-суффект 45 года до н. э. Возможно, идентичен Квинту Фабию Санге, патрону племени аллоброгов, предупредившего в 63 году Цицерона о готовящемся заговоре;
- Квинт Фабий Максим Руллиан (ум. после 292 до н. э.), древнеримский политик и полководец, консул в 322, 310, 308, 297 и 295 годах до н. э.;
- Квинт Фабий Максим Эбурн (ум. после 104 до н. э.), консул Республики 116 до н. э. и цензор 108 до н. э.;
- Квинт Фабий Максим Кунктатор Веррукоз Овикула (до 279 — 203 до н. э.), полководец времён 2-й Пунической войны, консул в 233, 228, 215, 214, 209 годах до н. э.;
- Марк Фабий Амбуст (ум. после 325 до н. э.), консул в 360, 366 и 354 годах до н. э.

### Другие представители
- Квинт Фабий Лабеон (ум. после 167 до н. э.), консул Римской республики в 183 году до н. э[1][2].;
- Гай Фабий Адриан (ум. 83 до н. э.), член коллегии монетных триумвиров, по одной из версий, в 102 году до н. э., претор 84 года до н. э. и пропретор провинции Африка в 83 году[3][4][5][6][7][8];
- Марк Фабий Адриан (ум. после 67 до н. э.), предполагаемый брат предыдущего, во время вооружённого противостояния между Суллой и марианцами, в отличие от брата, занял на сторону первого из них. Участник 3-й Митридатовой войны;
- Гай Фабий (Адриан) (ум. вскоре после 49 до н. э.), возможный коллега катилинария Квинта Муция Орестина по народному трибунату 64 года до н. э. Претор около 58 года до н. э., в течение последующих двух лет управлял Азией. Предполагаемый сын предыдущего;
- Квинт Фабий Санга (ум. после 63 до н. э.), покровитель аллоброгов, предупредивший Цицерона о готовящемся заговоре после того, как был проинформирован послами этого племени[9][10][11]. Предположительно, одно лицо с консулом-суффектом 45 года;
- Гай Фабий (I в. до н. э.), один из легатов Юлия Цезаря (в землях племени моринов) времён Галльской войны, где отметился активным участием в ходе взятия Укселлодуна — совместно с Гаем Ребилом; до этого во главе 25 когорт разбил галлов-сенонов в сражении у Луары (около 51 года до н. э.). Принимал участие на начальном этапе гражданской войны 49—45 годов до н. э., где без особых успехов противостоял помпеянцам Афранию и Марку Петрею. Предположительно, идентичен Гаю Фабию (Адриану);
- Луций Фабий[12] (ум. после 52 до н. э[12].), вероятный плебейский трибун 55 года до н. э. Позже руководил судебным процессом над Марком Сауфеем[кат.], обвинённым на основании Плавтиева закона о насильственных действиях[13][12][14];
- Квинт Фабий Вергилиан (ум. после 51 до н. э.), легат Аппия Клавдия в Киликии в 51 году до н. э. В ходе гражданской войны 49—45 годов до н. э. поддерживал Помпея[15];
- (Фабий) Бутеон[кат.] (I в. до н. э.), учитель риторики, упоминаемый Сенекой-старшим. Современник Марка Порция Латрона;
- Квинт Фабий Клодий Агриппиан Цельсин (ум. после 249), проконсул Карии в 249 году.